# Pavel Hofmann
Pavel Hofmann (* 29. ledna 1938 Praha) je český veslař, reprezentant Československa, olympionik, který získal bronzovou medaili z Olympijských her. V Tokiu 1964 získal bronzovou medaili ve dvojskifu společně s Vladimírem Andrsem. Byl účastníkem i předchozí olympiády v Římě.